# Lucienne de Rochefort
Lucienne de Rochefort-Montlhéry (1088 - 1137), appelée aussi Lucianne, est la fille de Guy Ier le Rouge, seigneur de Rochefort et d'Élisabeth de Crécy.

## Biographie
La famille des Rochefort étant de plus en plus puissante en Île-de-France, le roi Philippe Ier compte réduire son influence en s'emparant de leurs seigneuries, mais Bertrade de Montfort, qui compte faire alliance avec les Montlhéry pour placer sur le trône son fils, et ce au détriment de Louis, héritier du trône, propose de marier celui-ci à Lucienne.
Les fiançailles ont donc lieu en 1104, malgré la réticence de l'époux. Pourtant, une autre famille puissante, les Garlande font valoir à Louis VI les desseins de sa belle-mère, et celui-ci décide de casser l'alliance en faisant appel au pape Pascal II, lors du concile de Troyes en 1107, prétextant des liens de consanguinité.
Ce divorce marque la disgrâce définitive des Rochefort. Plus tard, Lucienne épouse en secondes noces le seigneur Guichard III de Beaujeu.
De ce mariage, elle donnera naissance à :
- Guichard, vivant en 1118 ;
- Gauthier, chanoine à Beaujeu ;
- Baudouin de Beaujeu, mort jeune ;
- Humbert III (1120 † 1174), sire de Beaujeu ;
- Marie ;
- Alix, mariée à Guigues Ier († 1132), comte de Forez.

À la mort de son frère, Hugues de Crécy, elle hérite de ses biens, reprenant ainsi les terres de Crécy qui avaient été confisqués par Louis VI.

## Sources
- Ivan Gobry, Histoire des Rois de France, Louis VI, père de Louis VII, Paris, Pygmalion, 2003, 366 p. (ISBN 2-85704-843-2).
- Guichard de Beaujeu, sur le site de la Foundation for Medieval Genealogy.